# Katolikosat Abchazji
Katolikosat Abchazji, Kościół Zachodniogruziński, Abchaski Kościół Prawosławny – prawosławny, de facto autokefaliczny Kościół lokalny istniejący od XV w. do 1814 na terytorium Królestwa Imeretii, a następnie także księstw, które się z niego wyodrębniły (Megrelia, Swanetia, Guria, Abchazja). Jako Kościół de facto autokefaliczny funkcjonował, według niektórych badaczy, już wcześniej, w okresie funkcjonowania niezależnego Królestwa Abchazji, przed jego włączeniem do zjednoczonego Królestwa Gruzji. Między XIII a XV stuleciem był to Kościół autonomiczny podległy Katolikosatowi Mcchety.
Do tradycji Katolikosatu Abchazji nawiązuje powstały w 2009 niekanoniczny Abchaski Kościół Prawosławny.

## Historia
Najstarsze udokumentowane źródłowo struktury wyznaniowe na terenie Abchazji to eparchie Patriarchatu Konstantynopolitańskiego wymieniane w wykazach eparchii z IX w. Począwszy od szóstego znanego spisu eparchii, pochodzącego z przełomu IX i X stulecia, eparchie w Abchazji nie są już notowane, co może wskazywać na ich wyodrębnienie się w niezależnej strukturze kościelnej. Jej powstanie było związane z powstaniem niepodległego Królestwa Abchazji w VIII w.. Za panowania króla Abchazji Jerzego II utworzona została, niezależnie od Konstantynopola, eparchia Czkondidi, co świadczy nie tylko o funkcjonowaniu Kościoła prawosławnego w Abchazji na zasadach faktycznej niezawisłości, ale i o jego znacznym autorytecie politycznym, biskup Czkondidi był bowiem drugą po świeckim władcy osobą w państwie i jego najważniejszym doradcą. Za panowania następcy Jerzego II, Leona III, utworzona została kolejna administratura – eparchia Mokwi. Językiem liturgicznym Kościoła Abchazji był język kartliński (wschodniogruziński), który pojawił się w regionie za sprawą migracji ludności z Kartlii, uciekającej z rodzinnych ziem przed ekspansją arabską. Kartliński do końca IX w. wyparł z nabożeństw język grecki, który obowiązywał w nich w czasie przynależności miejscowych administratur kościelnych do Patriarchatu Konstantynopola. Po powstaniu zjednoczonego Królestwa Gruzji rządzonego przez dynastię Bagratydów z Tao-Klardżeti niezależny Kościół w Abchazji został włączony do Gruzińskiego Kościoła Prawosławnego (Katolikosatu Gruzji, Patriarchatu Mcchety).
Moment utworzenia urzędu katolikosa Abchazji (początkowo zwierzchnika Kościoła de facto autokefalicznego, następnie zaś autonomicznego w ramach Patriarchatu Mcchety) pozostaje kwestią sporną. Część badaczy gruzińskich, opierając się na fakcie, iż eparchie w Abchazji przestają być wymieniane w dokumentach Patriarchatu Konstantynopolitańskiego, uważa, iż wydarzenie to miało miejsce jeszcze na przełomie IX i X wieku, lub w X w. Pierwsza bezpośrednia wzmianka o katolikosie Abchazji pochodzi jednak dopiero z XI wieku, a imienna informacja o katolikosie Abchazji – z dokumentu króla Dawida VI z 1290. Przed końcem XIII w. źródła pisane wymieniają jednak głównie biskupów Czkondidi i Kutaisi, nie mówiąc o ich zwierzchniku-katolikosie. Pozwoliłoby to domniemywać, że tytuł ten miał charakter raczej kurtuazyjny, niż oznaczał realne przewodnictwo w Kościele. Dopiero w połowie XIII w. doszło do realnego podziału w Kościele Gruzińskim.
Ostateczny rozpad Królestwa Gruzińskiego w XV w. pociągnął za sobą podział struktur cerkiewnych. Katolikosat Abchazji jako struktura całkowicie niezależna od Kościoła Gruzińskiego powstała za sprawą ingerencji patriarchy Antiochii Michała IV w wewnętrzną organizację Kościoła Gruzińskiego. Z poparciem króla Imeretii Bagrata VI patriarcha, bez zgody katolikosa Mcchety mianował biskupa Caiszy Joachima katolikosem Abchazji. Uzyskawszy faktyczną niezależność, katolikos Abchazji zaczął posługiwać się także godnością patriarchy. Katolikosat Abchazji obejmował terytorium Królestwa Imeretii, a następnie państw, które się z niego wyodrębniły: Swanetii, Gurii, Megrelii i Abchazji.
Katolikosat Abchazji został zlikwidowany w 1814, po wcieleniu Królestwa Imeretii i pozostałych księstw zachodniogruzińskich do Imperium Rosyjskiego w I poł. XIX w. Jego struktury wchłonął Rosyjski Kościół Prawosławny. W momencie tym nie istniał już także katolikosat Mcchety, na miejsce którego erygowany został Egzarchat Gruziński Rosyjskiego Kościoła Prawosławnego. Ziemie Katolikosatu Abchazji także weszły w jego skład. W 1917, gdy duchowieństwo gruzińskie ponownie utworzyło Patriarchat Gruziński, Katolikosat Abchazji nie został reaktywowany. Do jego tradycji nawiązuje natomiast powstały w 2009 niekanoniczny Abchaski Kościół Prawosławny.

## Katolikosi Abchazji
Z imienia znani są następujący zwierzchnicy Katolikosatu Abchazji:
- Mikołaj (II poł. XIII w.)
- Arseniusz (1390)
- Daniel (koniec XIV w.)
- Joachim (lata 70. XV w.)
- Stefan (1490-1516)
- Malachiasz I (1519-1540)
- Eudemiusz I (1557-1578)
- Eutymiusz I (1578-1616)
- Malachiasz II (1616-1639)
- Grzegorz I (1639)
- Maksym I (1639-1657)
- Zachariasz (1657-1660)
- Symeon I (1660-1666)
- Eudemiusz II (1666-1669)
- Eutymiusz II (1669-1673)
- Dawid (1673-1696)
- Grzegorz II (1696-1742)
- Wissarion (1742-1769)
- Herman (II poł. XVIII w.)
- Józef (1769-1776)
- Maksym II (1776-1795)
- Dosyteusz (1795-1814), locum tenens